# Wschód (Biełgorod)
Wschód (ros. Восход) – kolaboracyjna gazeta w okupowanym Biełgorodzie podczas II wojny światowej.
Po zajęciu przez wojska niemieckie Biełgorodu 25 października 1941 r., od końca tego roku zaczęła ukazywać się gazeta „Biełgorodzka prawda”. Była ona organem prasowym kolaboracyjnego urzędu miejskiego. 4 stycznia 1942 r. przemianowano ją na „Wschód”. Podtytuł brzmiał: Gazeta dla ludności Biełgorodu i okolic. Wychodziła odtąd codziennie. Nakład wynosił 25 tys. egzemplarzy. Publikowano w niej niemieckie komunikaty wojenne, obwieszczenia władz miejskich i burmistrza, rozporządzenia policyjne, artykuły i felietony propagandowe dotyczące życia miejscowej ludności i Niemców w III Rzeszy czy „nowego porządku”. Gazeta przestała ukazywać się przed wyzwoleniem Biełgorodu przez Armię Czerwoną w lutym 1943 r.